# تقييم التأثير
عملية تقييم التأثير (IA) هي «عملية تهدف إلى تشكيل السياسات ودعم تطويرها. وهي تهدف إلى تحديد وتقييم المشكلة المطروحة والأهداف المرجوة. وهي تحدد الخيارات الرئيسية لتحقيق الأهداف وتحليل التأثيرات المحتملة لها في المجالات الاقتصادية والبيئية والاجتماعية. وهي تحدد الميزات والعيوب الخاصة بكل خيار وتدرس عمليات التآزر والمقايضات المحتملة».
وهناك مجالا عمل مرتبطان ببعضهما البعض في هذا المجال، وهما تقييم التأثير الاجتماعي وتقييم التأثير البيئي.

## وصلات خارجية
- International Association for Impact Assessment (main source)
- Impact Assessment and Project Appraisal (a journal)
- Impact Assessment Page at the European Commission
- IAIA Wiki